# Пупиен
Марк Кло́дий Пупи́ен Макси́м (лат. Marcus Clodius Pupienus Maximus), более известный в римской историографии как Пупиен, — римский император, правивший в 238 году.
По всей видимости, Пупиен был знатного происхождения. Он сделал успешную политическую карьеру: управлял рядом провинций, был консулом, а также префектом Рима. В 238 году, когда сенат присоединился к восстанию Гордиана I и Гордиана II против Максимина Фракийца в Африке, Пупиен вошёл в состав комитета из двадцати человек, назначенных для обороны Италии. После гибели Гордианов сенаторы избрали императорами Пупиена и Бальбина. Под давлением горожан и солдат они были вынуждены провозгласить цезарем юного Гордиана, внука Гордиана I. Было решено, что Пупиен выступит против Максимина, а Бальбин останется в Риме для поддержания порядка, с чем он явно не справился: во время столкновения преторианской гвардии и жителей Рима погибло множество людей, а часть столицы была сожжена. Во время похода Пупиен, получив известие о том, что Максимин был убит собственными войсками, с триумфом вернулся в Рим. Вскоре после этого, когда оба императора были готовы покинуть город для ведения боевых действий — Пупиен против персов, а Бальбин против готов, — преторианцы, которые были недовольны назначением сенатских ставленников и поддерживали память о солдатском императоре Максимине, воспользовались возможностью отомстить. Когда большинство народа находилось на Капитолийских играх, они ворвались во дворец, захватили Бальбина и Пупиена и, протащив их по улицам, предали смерти.

## Происхождение и карьера
Сохранилось немного достоверных сведений о происхождении и карьере Пупиена. Исходя из указания Иоанна Зонары, согласно которому на момент провозглашения императором Марку Клодию было семьдесят четыре года, можно сделать вывод, что он родился около 164 года. По мнению М. Гранта, Пупиен был несколько моложе и в 238 году ему исполнилось только шестьдесят с небольшим. Возможно, он был старше своего соправителя Бальбина, поскольку в надписях и папирусах его имя стоит первым. Юлий Капитолин рассказывает, что отцом Пупиена был кузнец или тележный мастер по имени Максим, а матерью — некая Прима. Также упоминается, что у Марка было четыре брата и четыре сестры, умершие до достижения совершеннолетия. В «Истории Августов» неоднократно подчёркивается скромное происхождение Пупиена в противоположность знатности Бальбина. Историк IV века Евтропий пишет, что Пупиен был «весьма тёмного происхождения». Напротив, Геродиан несколько раз упоминает о знатности Пупиена и его принадлежности к патрицианскому сословию. А. Штайн полагает, что Пупиен получил достоинство патриция в правление Септимия Севера. По словам Юлия Капитолина, Пупиен провёл детство в доме своего дяди Пинария, которого он якобы назначил префектом претория после прихода к власти (поскольку сам Марк Клодий находился тогда уже в преклонном возрасте, то, вероятно, здесь имелся ввиду сын Пинария, которого он так отблагодарил за милость отца). Кроме того, биография Пупиена упоминает о некоей Песценнии Марцеллине, воспитавшей его как сына и помогавшей деньгами при отправлении государственных должностей.

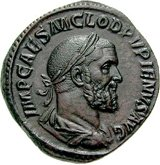
Сестерций с портретом Пупиена

По мнению Р. Сайма, Пупиен происходил из этрусского города Волатерры. Возможно, его род ведёт своё начало от известной семьи республиканской эпохи Клодиев Пульхров или Клавдиев. В надписях, датированных I и II веком, неоднократно упоминаются носители фамильного имени Клодий или Клавдий, занимавшие различные посты в имперской администрации. К. Сеттипани считает, что родителями Пупиена были клариссим Марк Пупиен Максим и Клодия Пульхра, дочь консула-суффекта Аппия Клавдия Пульхра. Согласно другой гипотезе, предложенной Ф. Шоссоном, отцом или предком Марка Клодия мог быть упомянутый в надписи на саркофаге из Рима Публий Пупиен Максим, который, как он полагает, может происходить от брака между представителем рода Клодиев Пульхров и Пупиенией Максимой. Впрочем, в «Истории Августов», несмотря на наличие множества выдумок, могут содержаться указания на реальное происхождение Марка Клодия. Так, имя дяди Пупиена — Пинарий — принадлежит одному из старейших родов Тибура, что указывает на связи Пупиена с этим городом и семьёй Пинариев Корнелиев Северов, чьи потомки известны при Диоклетиане. Примечательно, что храм Юпитера Хранителя, упомянутый Юлием Капитолином при рассказе о предзнаменованиях, сопровождавших рождение Пупиена, находился именно в Тибуре. Не исключено, что правдивы и имена родителей Пупиена. Максимом действительно звали предполагаемого родственника Марка из упомянутой выше надписи. Что касается имени матери, Прима, то оно может указывать на родственные связи с родом Умбриев Примов, а через него с другими известными римскими семьями — Нуммиями, Цейониями, Клодиями. Не исключено, что Пупиен мог быть родственником императоров Дидия Юлиана и Клодия Альбина. Ф. Шоссон считает, что автор биографии Пупиена в «Истории Августов» преднамеренно присвоил Пупиену низкое происхождение в целях высмеять или унизить его потомков, которые на момент создания труда (IV—V век) занимали высокие посты и пользовались влиянием.
Как пишет Юлий Капитолин, «у грамматика и ритора он занимался недолго, зато всегда вырабатывал в себе воинскую доблесть и суровость». Известно, что Пупиен был военным трибуном, потом занимал должность претора. После претуры Марк Клодий три раза подряд находился на посту проконсула — Вифинии, Ахайи и Нарбонской Галлии. Впрочем, такое представляется маловероятным. Во-первых, как указывает Б. Реми, при жизни Пупиена провинция Вифиния и Понт была императорской и управлялась императорским легатом. Во-вторых, подобный порядок должностей входит в противоречие с тем, что известно о римской практике прохождения государственной службы и не имеет аналогов. Кроме того, фасты или проконсульские списки ни одной из трёх провинций, которыми согласно «Истории Августов» управлял Пупиен в качестве проконсула, не упоминают его имя. Потом, согласно Юлию Капитолину, Пупиен был отправлен легатом в Иллирик, где сражался с вторгшимися в провинцию сарматами (вероятно, это назначение также является выдуманным). Вероятно, около 210 года Марк Клодий занимал должность легата пропретора Верхней или Нижней Германии. Геродиан пишет, что Пупиен снискал уважение у солдат германской провинции и репутацию заботливого правителя. При Гелиогабале или Александре Севере Пупиен был консулом-суффектом (дата неизвестна, некоторые историки называют 205 или 217 год). Между 220 и 225 годом Марк Клодий находился на посту проконсула Азии. В 234 году Пупиен был ординарным консулом вместе с Марком Мунацием Суллой Урбаном. В последние годы правления Александра Севера Марка Клодия назначили префектом Рима. На этом посту он отметился осмотрительностью и строгим исполнением служебных обязанностей.

## Приход к власти

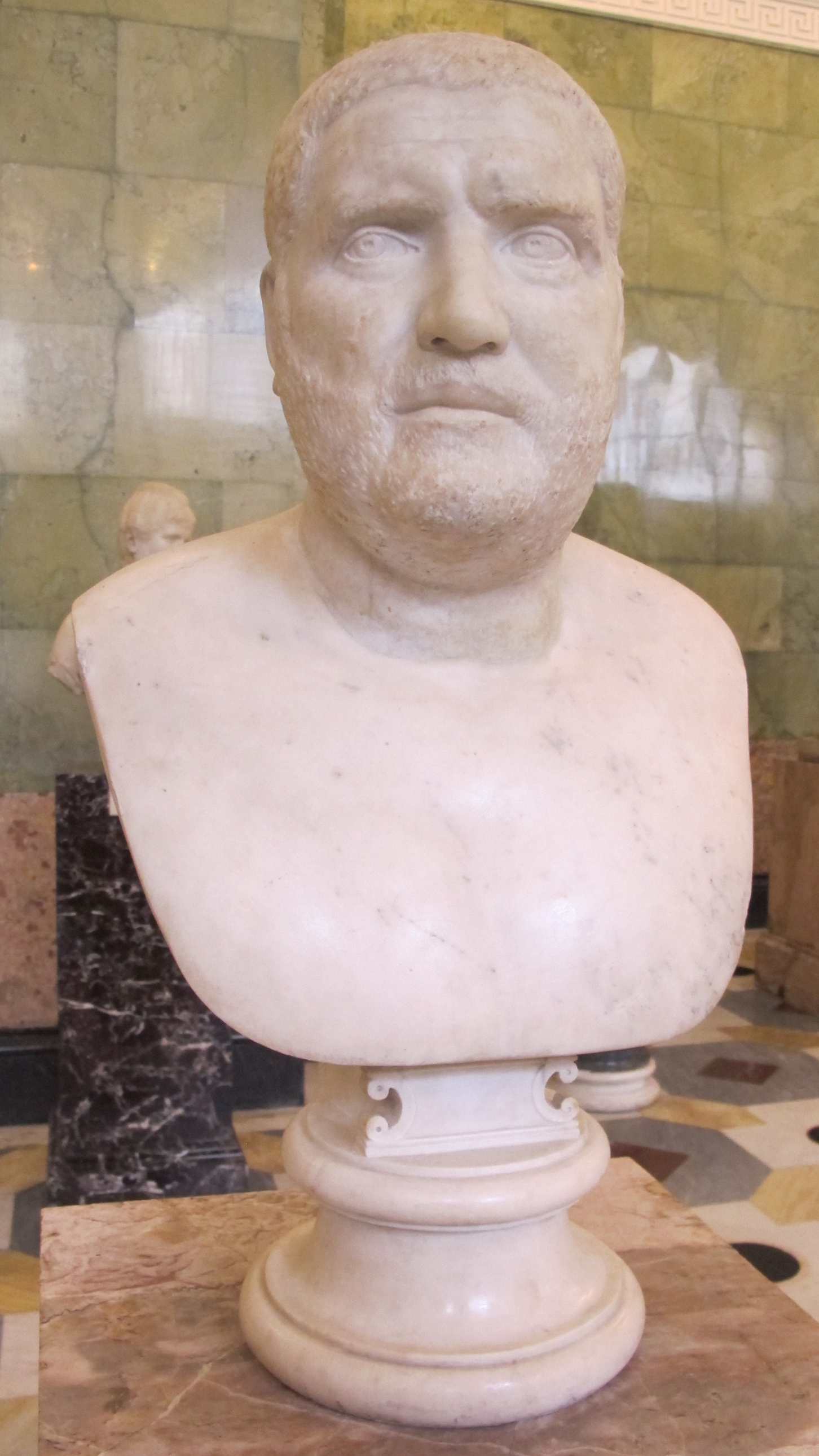
Бюст Бальбина, соправителя Пупиена

В начале 235 года император Александр Север, находясь в Могонциаке, был убит вместе со своей матерью Юлией Мамеей солдатами во время кампании против алеманнов. После этого войска провозгласили императором военачальника Гая Юлия Вера Максимина. Он не снискал популярности ни среди правящих кругов из-за своего незнатного происхождения, ни среди населения из-за усиления налогового давления вследствие ведения дорогостоящих войн. В конечном счёте, в 238 году в Африке зажиточные землевладельцы, недовольные возросшими поборами, убили местного прокуратора и провозгласили императором проконсула Гордиана. В свою очередь, он объявил своего сына соправителем и отправил в Рим посольство с посланием сенату и народу. Сенаторы признали Гордиана императором и объявили Максимина врагом государства, отправив в провинции посланников с призывом присягнуть Гордианам. В Риме были убиты многие сторонники Максимина, в том числе и префект претория Виталиан. Однако через несколько недель после начала восстания наместник Нумидии Капелиан во главе подразделений III Августова легиона и вспомогательных отрядов нанёс поражение Гордиану-младшему в сражении у Карфагена. Гордиан-младший погиб, а Гордиан-старший покончил жизнь самоубийством. Кроме того, узнав о признании сенатом Гордианов, Максимин покинул зимние лагеря в Сирмии и выдвинулся в Италию с целью подавить восстание.
С гибелью Гордианов руководство восстанием перешло к сенату. Когда известие о смерти Гордианов пришло в Рим, сенаторы собрались на заседание в храме Юпитера Капитолийского (по сообщению Юлия Капитолина, в храме Конкордии) для избрания новых императоров. Исходя из сообщения Геродиана можно сделать вывод, что выборы проходили в два этапа: сначала голосованием было отобрано некоторое количество сенаторов «подобающего возраста и положения» (по всей видимости, потом вошедших в состав комиссии из двадцати сенаторов — vigintiviri ex senatus consulto rei publicae curandae), а затем Пупиен и Бальбин, набравшие среди них наибольшие число голосов, выбраны новыми императорами. Такая необычная процедура избрания очевидно была вдохновлена традициями эпохи республики. Сенат словно воплотил в себе волю римского народа и право наделять властью только в ходе свободных выборов. Два императора были наделены равными полномочиями и всеми титулами (в том числе и титулом верховного понтифика, который впервые носили одновременно сразу два человека). Их избрание стало попыткой реставрации принципа коллегиальности и создания механизма, который бы не допустил возникновения тирании.
Касательно предназначения избранной сенаторами комиссии vigintiviri ex senatus consulto rei publicae curandae существует две версии: либо вигинтивиры представляли своего рода временное правительство, чьей основной задачей являлось содействие Бальбину и Пупиену в управлении государственными делами, либо, согласно биографии трёх Гордианов в «Истории Августов», они были выбраны для того, чтобы «распределить между ними отдельные области Италии для защиты их против Максимина». Неизвестно, должна была стать комиссия постоянным государственным институтом или нет. Конечно, сенаторы желали воссоздать нечто подобное аристократическому совету при Александре Севере, который Максимин после прихода к власти распустил. Существуют различные датировки прихода Бальбина и Пупиена к власти: начало февраля, 22 мая или 22 апреля.

## Правление

### Волнения в столице
Однако дальнейший ход событий показал, что авторитет сената был восстановлен далеко не так прочно, как надеялись его члены. После заседания, на котором состоялось избрание, новые императоры отправились совершать жертвоприношения в храме Юпитера Капитолийского. Узнав о происходящем, возмущенные толпы народа преградили дорогу на Капитолий, мешая Пупиену и Бальбину попасть в свой дворец. Они протестовали против сенатских избранников, особенно против Пупиена, который в бытность городским префектом запомнился строгостью и решительными мерами, и требовали оставить императорский титул за семьёй Гордиана. Безуспешно попытавшись вырваться из окружения, Пупиен и Бальбин отправили посланников за внуком Гордиана I, Марком Антонием Гордианом, которому едва исполнилось тринадцать лет. Только когда мальчика привели и показали толпе, двух императоров пропустили. После этого сенат собрался на новое заседание и объявил Гордиана цезарем. Фактически юный Гордиан стал наследником трона, а попытка сената создать систему выборной монархии потерпела крах.
Два императора разделили между собой государственные задачи, «чтобы один ведал внутренними делами, другой — военными, чтобы один оставался в Риме, другой шёл с войсками навстречу разбойникам». Пупиен отправился на север возглавить войну против Максимина, в то время как Бальбин остался в Риме, чтобы поддерживать там порядок. Однако Бальбин не справился со своими обязанностями. Во время междоусобицы, последовавшей после отъезда Пупиена, он показал себя слабым правителем. Причиной очередных столкновений стало убийство безоружных преторианцев двумя сенаторами — Галликаном и Меценатом — после проникновения гвардейцев в зал собраний сената. Галликан убедил римлян штурмовать лагерь преторианцев, что повлекло за собой уличные бои между горожанами и солдатами. Эта борьба велась с крайней жестокостью с обеих сторон и закончилась только после большого кровопролития и сожжения части Рима.

### Аквилейская война

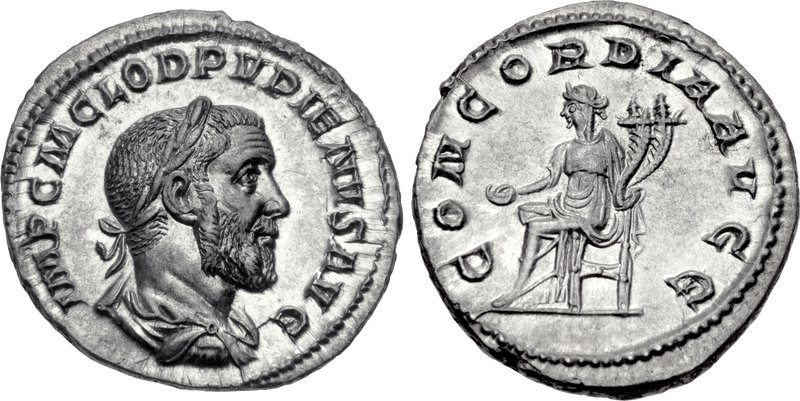
Денарий с портретом Пупиена

Между тем Максимин, планировавший устроить весной поход против германцев из своей базы в Сирмии, выдвинулся с верными дунайскими легионами на Италию, узнав о восстании Гордианов. Когда до него дошли известия, что Гордианы погибли, а сенат избрал новых императоров, он продолжил свой путь с ещё большей поспешностью и решимостью. Максимин без боя занял покинутую жителями Эмону и, перебравшись через Юлийские Альпы, подошёл к стенам Аквилеи и начал осаду города. Однако сенат уже приготовился к противостоянию с Максимином. После того как сенат признал Гордианов императорами, двадцать консуляров начали подготовку Италии к вторжению. Двоим из них, Рутилию Пуденту Криспину и Туллию Менофилу, было поручено возглавить оборону Аквилеи и подготовить её к длительной осаде, остановив движение легионов Максимина через Италию. После отъезда Пупиена из Рима были расширены меры по обороне Италии: все коммуникации и гавани были перекрыты, повсюду посланники сената набирали войска, городам было поручено заготовить достаточное количество оружия и продовольствия, а в провинции были отправлены тайные агенты с призывом отложиться от Максимина. В результате после первоначальных успехов Максимин столкнулся с рядом трудностей, о которых он не подозревал. Аквилея оказала сопротивление, и его армия несла большие потери во время долгой ожесточённой осады. Для осаждающих она оказалась более болезненной, чем для осаждённых, имевших провизию на несколько месяцев. В конце концов, через несколько недель армия Максимина столкнулась с нехваткой припасов и их гнев обратился против императора. Вспыхнул мятеж, во время которого Максимин и его сын были убиты солдатами II Парфянского легиона. Оставшееся без командования войско присягнуло новым правителям.
Новость об убийстве достигла Пупиена в Равенне, где он готовился к войне с недавно набранной армией и германскими вспомогательными войсками, сохранившими к нему расположение со времени его наместничества в Германии. Хотя Марк Клодий лично и не одержал победу над противником на поле битвы, его стали называть победителем Максимина. Он посетил Аквилею, где пробыл несколько дней, а затем предпринял обратный путь в Рим. Пупиен выплатил щедрое жалованье воинам и отправил большую их часть в места дислокации, забрав с собой подразделения германцев и преторианцев. Тем временем гонцы сообщили о случившемся в Рим, привезя в качестве трофеев головы Максимина и его сына. Очевидно, что такой неожиданно благоприятный исход войны вызвал неописуемое ликование и укрепил позиции сенатских императоров. По пути в столицу Пупиена всюду встречали с энтузиазмом депутации из различных городов, а у въезда в Рим его ждала делегация во главе с Бальбином и цезарем Гордианом. Согласно постановлению сената, в честь Пупиена были установлены позолоченные конные статуи.

### Последние месяцы
Во внутренних делах при Пупиене и Бальбине произошла временная реставрация власти сената. Сразу после их прихода к власти произошло обожествление двух Гордианов. Затем Веттий Сабин был назначен городским префектом, а Пинарий Валент стал префектом претория. Вначале совместное правление двух императоров складывалось гармонично, пока Пупиен и Бальбин совместно занимались решением государственных вопросов. Оба августа пропагандировали дружеские отношения, а надписи на монетах прославляли взаимное согласие, дружбу и любовь между соправителями (лат. AMOR MUTUUS AUGG., CARITAS MUTUA AUGG., FIDES MUTUA AUGG., PIETAS MUTUA AUGG., CONCORDIA AUGG.). Императоры устраивали игры и сделали народу крупную денежную раздачу. Их власть была признана практически во всех провинциях Римской империи, кроме Тарраконской Испании и Африки с Нумидией.
С самого начала правления Пупиена и Бальбина давало о себе знать негативное отношение солдат к власти сенатских императоров. Войска Максимина, которых обстоятельства вынудили присягнуть на верность новым августам, притворно выказывали преданность Пупиену, хотя втайне скорбели по Максимину и ненавидели сенатских избранников. Судя по всему, их ненависть не смягчилась ни от обещанной Пупиеном амнистии, ни от денежных выплат. Однако они не представляли никакой опасности, поскольку были возвращены в свои гарнизоны. Недовольство усиливалось и среди преторианцев, особенно после столкновений с горожанами. Настроения гвардейцев ухудшились, когда Пупиен привел с собой в Рим германские отряды. Гвардейцы опасались, что их заменят германцами и распустят, как это сделал Септимий Север. Преторианцы с нетерпением ждали случая покончить со своими врагами на троне. От них не ускользнуло, что между императорами углублялись разногласия: Бальбин, гордившийся более знатным происхождением, был оскорблён почестями, по его мнению незаслуженными, которые были оказаны Пупиену по возвращении из Аквилеи. Кроме того, оба императора постоянно оспаривали между собой первенство. Всё это укрепляло солдат в решении убить августов, а предстоящий отъезд Пупиена и Бальбина на войну с внешними врагами только ускорил претворение планов в жизнь.
Пупиен планировал отправиться на восточную границу, где ещё при Максимине персы захватили Карры и Нисибис. Бальбин должен был сначала остаться в Риме, однако вторжение готов привело к изменению планов, и он собирался выступить против них. Готы разграбили Истрию, а затем упорно, но безуспешно осаждали Маркианополь. Однако преторианцы помешали отъезду императоров. Они ворвались во дворец в то время, когда большая часть придворных и стражи были на театральных представлениях по случаю Капитолийских игр, и пленили обоих императоров. Им это удалось, поскольку Бальбин, опасаясь, что Пупиен собирается установить единоличную власть, вовремя не позвал германцев на помощь своему соправителю. Соправителей протащили по улицам, мучая и избивая, а потом убили. После этого Гордиан III был провозглашён императором. Совместное правление Бальбина и Пупиена продлилось 99 дней.

## Характеристика личности

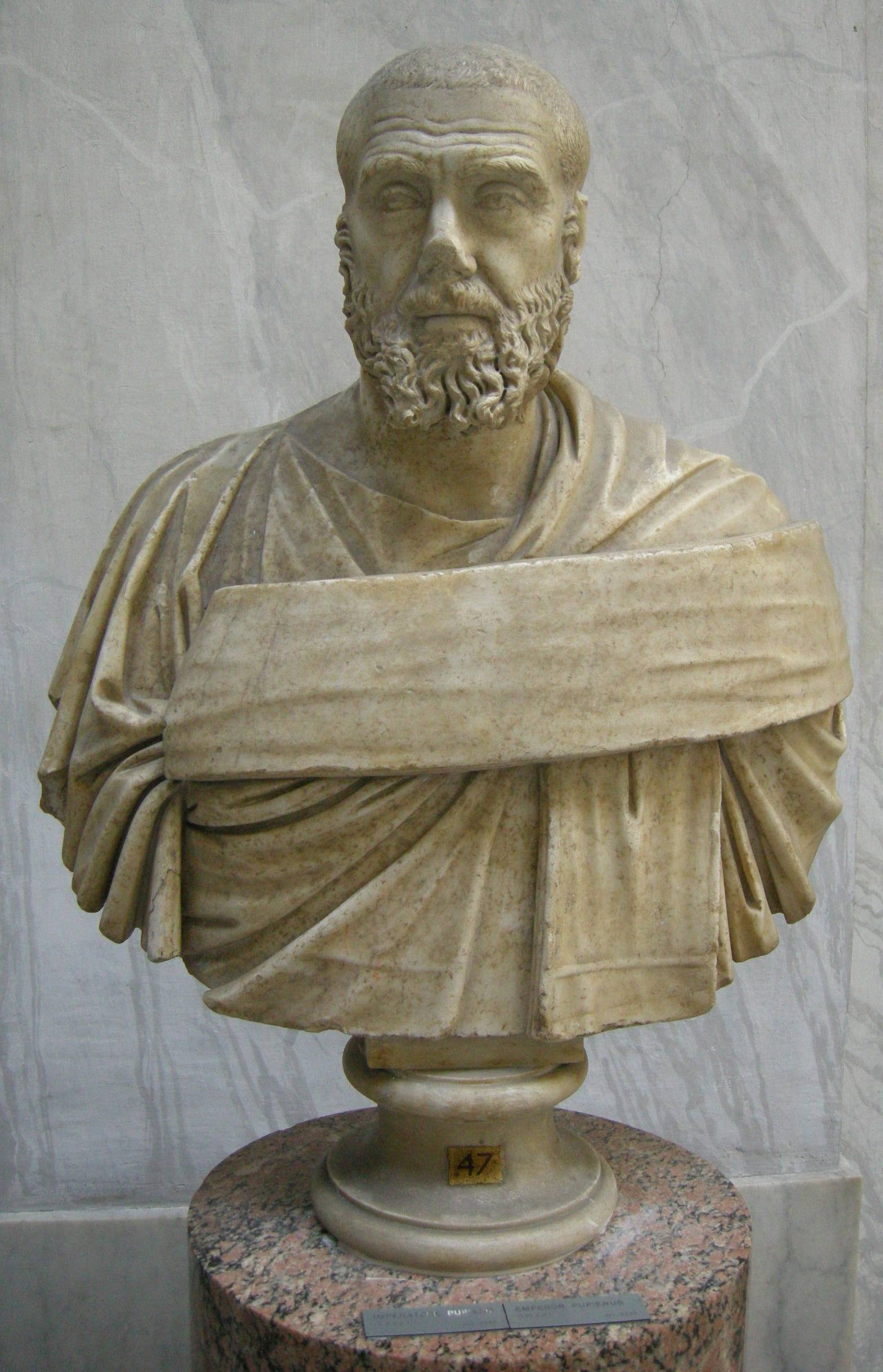
Бюст Пупиена (Музеи Ватикана)

Изображения на монетах и сохранившиеся до нашего времени бюсты дают достаточно информации о внешности Пупиена в то время, когда он был императором. На монетах отчеканена красиво сложенная голова старика с резко выраженными чертами лица, которые полностью соответствуют его внешности на скульптурных изображениях. Его лицо подчёркивает густая волнистая борода, а короткие волосы не достают лба. Также обращает на себя внимание массивный затылок, сильно закруглённый сзади. Коротко остриженные волосы и характерные глубокие морщины на лице придают облику Пупиена строгость и выразительность. Юлий Капитолин следующим образом описывает внешность Пупиена: «выражение его лица было серьёзное и брюзгливое; ростом он был высок, телом — очень здоров».
В античных источниках Пупиен описывается как человек, сочетавший в себе находчивость и воздержанный образ жизни, доблесть и храбрость с неукротимой суровостью, наиболее ярко показавший свою строгость во время управления Римом в качестве префекта. В остальном, однако, кажется, что эта сторона его характера слишком сильно подчеркивается биографом, чтобы более наглядно противопоставить Марка Клодия его соправителю Бальбину, который, по общему мнению античных историков, повёл себя мягко и бездеятельно во время восстания преторианцев в Риме, за что заслужил обоснованное презрение своего коллеги. Так что, вероятно, является преувеличением утверждение Юлия Капитолина, что Пупиен из-за своей суровости получил прозвище «угрюмого». Впрочем, дальнейшее описание Пупиена «Историей Августов» заставляет прийти к выводу, что биограф, наоборот, даже оправдывает Марка Клодия, чтобы о нём не сложилось впечатление холодного и жестокого человека. Так, он пишет, что Пупиен был справедливым, прощал, когда его просили об этом, и гневался «только в тех случаях, когда действительно следовало гневаться», — качества, которые, несмотря на его сильную самоуверенность, сделали его популярным и вызывали страх лишь среди людей с нечистой совестью. Именно таланты и личные качества Марка Клодия в конце концов привели его к престолу.
В целом Пупиен имеет положительную репутацию в трудах античных историков, хотя Юлий Капитолин замечает, будто бы Дексипп писал, что «это был совсем не такой человек, каким его описало большинство греческих писателей». А. Штайн считает, что одним из недостатков Пупиена было пренебрежение интеллектуальными занятиями.

## Семья
По мнению Сеттипани, Пупиен был женат на Секстии Цетегилле, сестре консула 197 года Тита Секстия Магия Латерана. В то же время Шоссон выдвинул предположение, что супруга императора могла носить имя Пульхра. С детьми Пупиена идентифицируется несколько людей. В первую очередь, это консул-суффект и патрон Тибура Тит Клодий Пупиен Пульхр Максим. Он был женат на представительнице рода Тинеев, в браке с которой имел сына Луция Клодия Тинея Пупиена Басса. Вторым сыном императора мог быть консул 236 года Марк Пупиен Африкан. Супругой Африкана была Корнелия Аррия Секстия Претекстата, а детьми — Пупиения Секстия Паулина Цетегилла и Пупиений (полное имя не сохранилось). Помимо этого, у Пупиена, предположительно, была дочь, неизвестная по имени, вышедшая замуж за консуляра Марка Ульпия Эвбиота Левра. В их браке родилось двое детей — Марк Ульпий Пупиен Максим и Марк Ульпий Флавий Тисамен. Их потомком мог быть патрон Суррента в IV веке Марк Ульпий Пупиен Геннадий. Возможно, у Пупиена было ещё несколько дочерей.